# کرسنت (لوئیزیانا)
کرسنت (به انگلیسی: Crescent) شهری در ایالت لوئیزیانا کشور ایالات متحده آمریکا است که جمعیت آن در سرشماری سال ۲۰۱۰ میلادی، ۹۵۹ نفر بوده‌است.